# Wahpeton (Dakota del Nord)
Wahpeton és una població dels Estats Units a l'estat de Dakota del Nord. Segons el cens del 2009 tenia 7.418 habitants.

## Demografia
Segons el cens del 2000, Wahpeton tenia 8.586 habitants, 3.254 habitatges, i 1.867 famílies. La densitat de població era de 663 hab./km².
Dels 3.254 habitatges en un 30,4% hi vivien nens de menys de 18 anys, en un 45,3% hi vivien parelles casades, en un 8,5% dones solteres, i en un 42,6% no eren unitats familiars. En el 32,7% dels habitatges hi vivien persones soles el 10% de les quals corresponia a persones de 65 anys o més que vivien soles. El nombre mitjà de persones vivint en cada habitatge era de 2,28 i el nombre mitjà de persones que vivien en cada família era de 2,97.
Per edats la població es repartia de la següent manera: un 21,2% tenia menys de 18 anys, un 24,1% entre 18 i 24, un 24,2% entre 25 i 44, un 17,5% de 45 a 60 i un 13% 65 anys o més.
L'edat mediana era de 29 anys. Per cada 100 dones de 18 o més anys hi havia 112,3 homes.
La renda mediana per habitatge era de 33.471$ i la renda mediana per família de 44.645$. Els homes tenien una renda mediana de 30.199$ mentre que les dones 20.089$. La renda per capita de la població era de 15.293$. Entorn del 7,3% de les famílies i el 13,4% de la població estaven per davall del llindar de pobresa.

## Poblacions més properes
El següent diagrama mostra les poblacions més properes.